# Más Europa
Más Europa (en italiano: Più Europa o +Europa, +E) es una coalición liberal y proeuropea de partidos políticos en Italia, dentro de la coalición de centroizquierda. La lista está liderada por Emma Bonino, líder de los Radicales Italianos y exministra.

## Historia
Más Europa se lanzó en noviembre de 2017, buscando participar en las elecciones generales de 2018 dentro de la coalición de centroizquierda centrada en el Partido Democrático (PD). Los miembros fundadores fueron dos partidos liberales y claramente proeuropeos: los Radicales Italianos (RI), cuyos miembros principales incluyeron a Emma Bonino (exministra de Comercio Internacional y Asuntos Exteriores), Riccardo Magi y Marco Cappato, y Forza Europa (FE), liderado por Benedetto Della Vedova, un ex radical elegido en 2013 por Futuro y Libertad (FLI) y luego transitado por Elección Cívica (SC). Los RI y FE se les unieron miembros individuales del subgrupo de Cívicos e Innovadores (CI) en la Cámara de Diputados, formado por exmiembros del SC (dos diputados de CI, Andrea Mazziotti y Stefano Dambruoso, ya estaban involucrados con FE).
Angelo Bonelli, coordinador de la Federación de los Verdes, había propuesto anteriormente a los radicales una lista conjunta junto con el Campo Progresista (CP) de Giuliano Pisapia llamado "Ecología, Europa, Derechos". Sin embargo, Pisapia anunció que no se presentaría en las elecciones y declaró terminada la experiencia de CP, mientras que los radicales organizaron +Eu.
A principios de enero de 2018 Bonino y Della Vedova anunciaron que +Eu participaría como una lista independiente, debido a razones técnicas asociadas con las nuevas leyes electorales. Mientras que el liderazgo de PD intentaba encontrar una solución a esos problemas, el 4 de enero, Bruno Tabacci, líder del centrista, mayoritariamente demócratas cristianos y también pro-europeísta Centro Democrático (CD), anunció que su partido se uniría a la coalición +Eu, en alianza con el PD, para superar esos problemas.
Más tarde en enero, +Eu se amplió también con Área Progresista (AP), un pequeño partido de izquierda surgió de la disolución del Campo Progresista (CP). En el mismo mes, Bonino anunció oficialmente la alianza con el centroizquierda.
La lista ganó el 2,6% del voto en la elección, quedándose por debajo del umbral del 3%, pero tuvo tres elegidos en distritos electorales de un solo escaño (Bonino para el Senado, Magi y Tabacci para la Cámara) y uno entre italianos en el exterior (Alessandro Fusacchia, un radical, en la circunscripción europea).

## Composición
| Partido | Partido             | Principal ideología    | Líder/es               |
| ------- | ------------------- | ---------------------- | ---------------------- |
|         | Radicales Italianos | Liberalismo            | Emma Bonino            |
|         | Forza Europa        | Liberalismo            | Benedetto Della Vedova |
|         | Centro Democrático  | Centrismo              | Bruno Tabacci          |
|         | Área Progresista    | Socialismo democrático | Michele Ragosta        |

## Resultados electorales

### Parlamento Italiano
| Cámara de Diputados |              |      |         |     |             |
| Año electoral       | Votos        | %    | Escaños | +/– | Líderes     |
| 2018                | 841.468 (#7) | 2,56 | 3/630   | –   | Emma Bonino |

| Senado de la República |              |      |         |     |             |
| Año electoral          | Votos        | %    | Escaños | +/– | Líderes     |
| 2018                   | 714.821 (#7) | 2,37 | 1/315   | –   | Emma Bonino |

### Parlamento Europeo
| Parlamento Europeo |               |      |         |     |                        |
| Año electoral      | Votos         | %    | Escaños | +/– | Líder                  |
| 2019               | 833.443 (6.º) | 3,11 | 0/76    | –   | Benedetto Della Vedova |

1. ↑  En una lista conjunta con Italia en Común y el Partido Socialista Italiano.

### Consejos Regionales
| Región        | Última elección | Votos         | %    | Escaños | +/− |
| ------------- | --------------- | ------------- | ---- | ------- | --- |
| Piamonte      | 2019            | 34.993 (9.º)  | 1,82 | 0/51    | –   |
| Lombardía     | 2018            | 108.743 (8.º) | 2,07 | 1/80    | 1   |
| Emilia-Romaña | 2020            | 33.087 (10.º) | 1,53 | 0/50    | –   |
| Lacio         | 2018            | 52.451 (9.º)  | 2,06 | 1/50    | 1   |
| Abruzos       | 2019            | 14.198 (12.º) | 2,36 | 0/31    | –   |

1. ↑  En una lista conjunta con Partido Republicano Italiano y el Partido Socialista Italiano.